# Ignasi Roca
Ignasi Roca (¿? – 6 d’abril de 1808) Fill de Miquel Roca i Mel, va ser cantor de l'església parroquial de Sant Esteve d’Olot on va fundar una cobla que participava en les festivitats principals, com Nadal i Corpus, entre els anys 1802 i 1807.